# Fundacja Warszawskie Szpitale Polowe

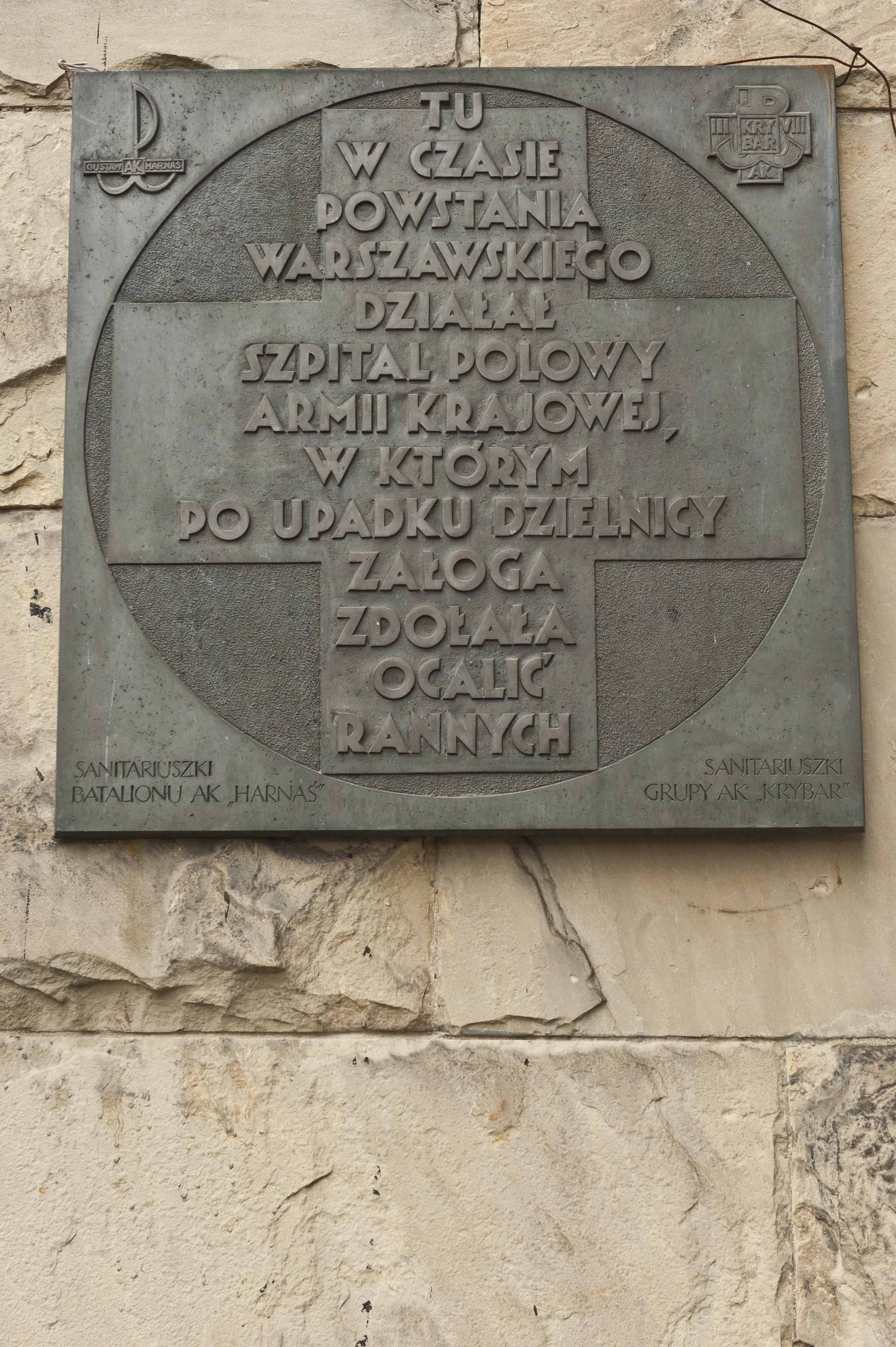
Pamiątkowa tablica na budynku przy ul. Konopczyńskiego 5/7 w Warszawie. Fot. Zbigniew Furman/ MPW

Fundacja Warszawskie Szpitale Polowe – działająca w latach 2012–2021 organizacja pozarządowa, której fundatorką i prezesem była Bogna Janke. Celem Fundacji było upamiętnienie działalności służby zdrowia w Powstaniu warszawskim. 

## Historia
Fundacja powstała w 2012 roku.  We współpracy z Muzeum Powstania Warszawskiego oraz dzięki grantom z Urzędu m. st. Warszawy i Fundacji PZU stworzono koncepcję wystawy Muzeum Szpitali Polowych. Projekt honorowym patronatem objęli: prezydent Warszawy Hanna Gronkiewicz-Waltz, dyrektor Muzeum Powstania Warszawskiego Jan Ołdakowski, rektor Warszawskiego Uniwersytetu Medycznego prof. dr hab. Marek Krawczyk i prezes Polskiego Czerwonego Krzyża Stanisław Kracik. Muzeum miało powstać przy ulicy Emiliana Konopczyńskiego 5/7 w Warszawie. 
W czasie Powstania Warszawskiego w kamienicach przy Konopczyńskiego 3 i 5/7 działał szpital polowy. Gdy we wrześniu 1944 r. niemiecki ostrzał na Powiśle Północne się nasilił, komendant placówki dr Stefan Żegliński zdecydował o przeniesieniu rannych do obszernego schronu pod budynkiem 5/7. W schronie przebywało prawie 200 osób. Mimo bardzo trudnych warunków – braku oświetlenia, wody, podstawowych lekarstw - przeprowadzano operacje ratujące życie. 6 września 1944 r. wkroczyli Niemcy. Dr Żegliński wynegocjował ewakuację.
W 2014 r. staraniem Bogny Janke Fundacja Warszawskie Szpitale Polowe wydała książkę „Uliczka powstańców" – zachowane i nigdy wcześniej niepublikowane wspomnienia sanitariuszki tegoż szpitala, Marii Zatryb-Baranowskiej. Wspomnienia uzupełniono o przypisy i archiwalne zdjęcia. Publikacja została bezpłatnie rozdystrybuowana do bibliotek publicznych w całej Polsce.
W 2014 r. Bogna Janke przygotowała i uruchomiła internetowy serwis powstańczej służby zdrowia pod nazwą Szpitale Polowe 1944.
Latem 2013 r. Fundacja zorganizowała na dziedzińcu kamienicy przy ulicy Konopczyńskiego 5/7 przedstawienie powstańczego teatrzyku lalkowego „Kukiełki Pod Barykadą”. W rocznicę wybuchu Powstania Warszawskiego prezes Fundacji Bogna Janke organizowała oprowadzanie po pomieszczeniach dawnego szpitala. 
W 2021 roku fundacja została wykreślona z rejestru KRS.  

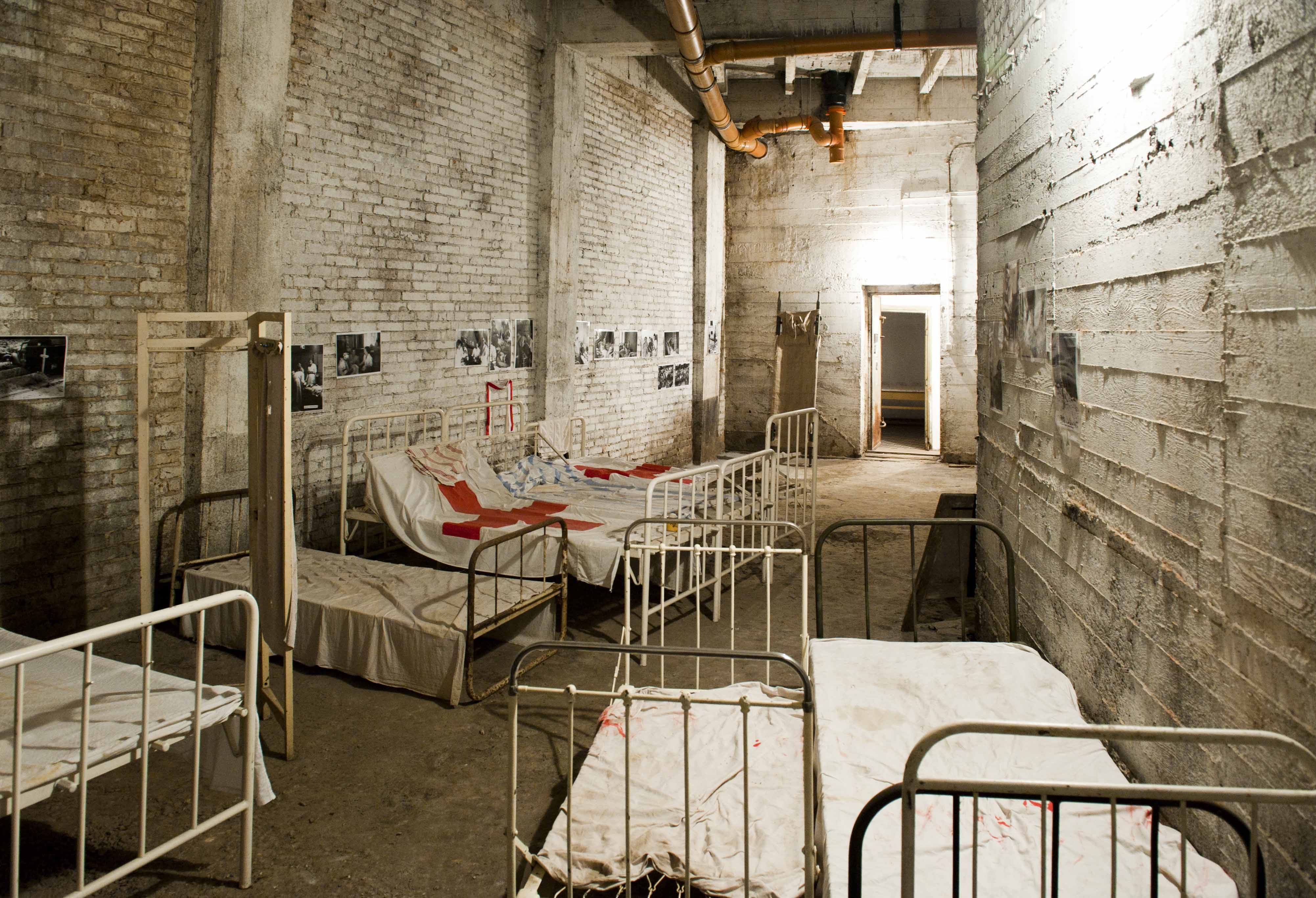
Szpital polowy z 1944 r. w Warszawie. Fot. Zbigniew Furman/ MPW